# كاغورا

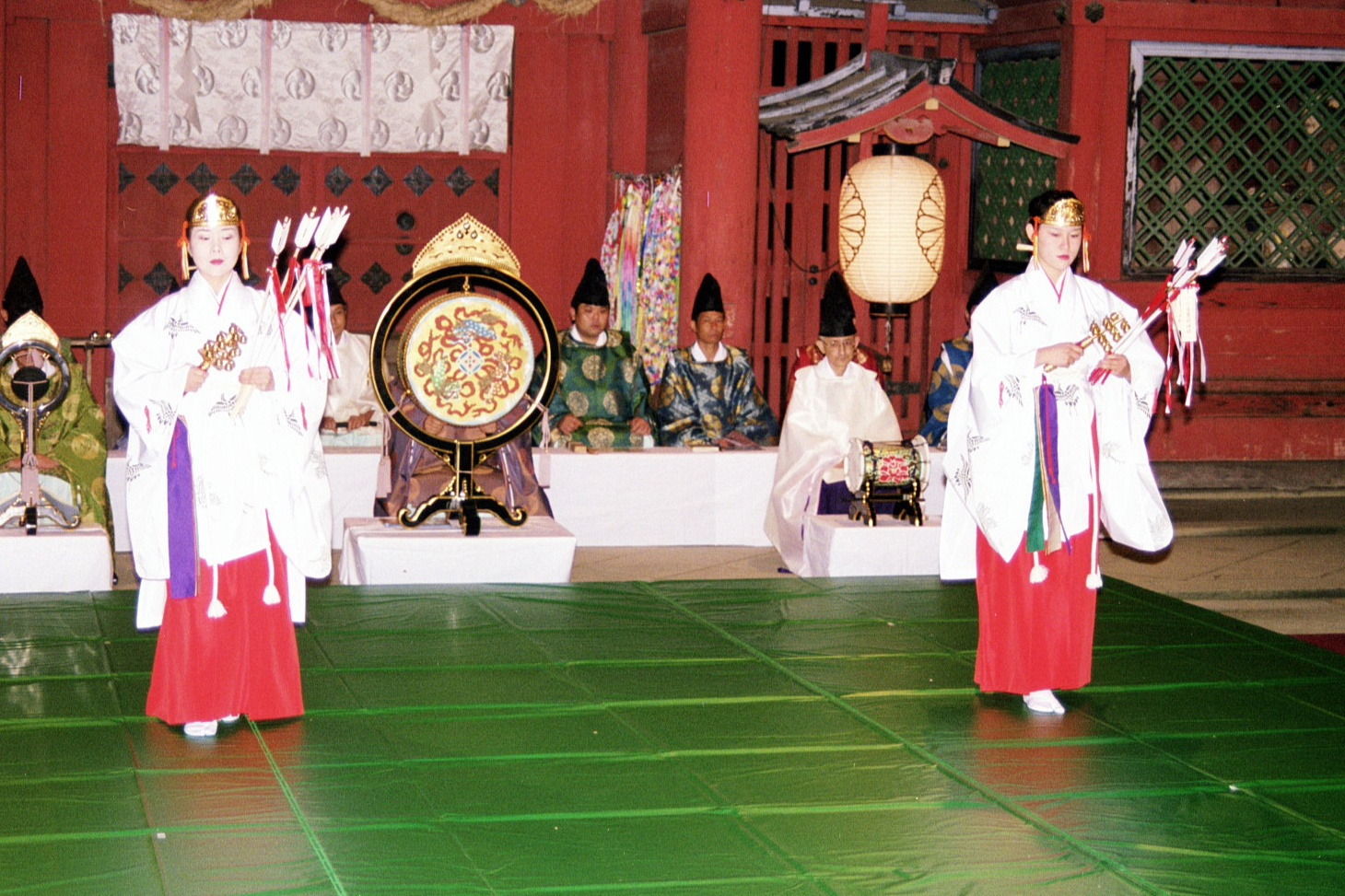
رقصة الكاغورا من أداء الميكو

الكاغورا (神楽 (かぐら) Kagura، حرفيا "ترفيه الكامي) أو الترفيه الإلهي هو نوع معين من الرقص الطقوسي الشنتوي. كان فنا طقوسيا مستلهما من رقصة الكامي غاكاري (神懸 (かみがかり) kami'gakari؟) الإمبراطورية ثم تطورت الرقصة في اتجاهات عديدة على مدى أكثر من ألف عام. أما اليوم، فهي تقليد حي إلى حد كبير، مع طقوس مرتبطة بإيقاعات التقويم الزراعي الياباني، وتزدهر في المقام الأول في أجزاء من ولاية ولاية شيمانه، والمراكز الحضرية مثل هيروشيما.

## التاريخ
وصفت الملحمتان اليابانيتان المشهورتان كوجيكي و نيهون شوكي الأصل الأسطوري لهذه الرقصات. في تلك النصوص، هناك قصة أسطورية شهيرة عن إلهة الشمس أماتيراسو، التي تراجعت إلى كهف من الكهوف، ما جلب الظلام والبرد على العالم. الأمر الذي جعل أمه نو أوزومه، إلهة الفجر والاحتفالات والطرب، تقود الآلهة أخرى في رقصة صاخبة، وأقنعت أماتيراسو بالظهور لترى ما يدور حوله كل هذا الصخب. رقصة الكاغورا هي واحدة من الطقوس والفنون التي قيل إنها اشتقت من ذلك الحدث.
تسمى في الأصل كاموكورا أو كاميكورا (神座 'kamukura or kamikura') حيث بدأت الكاغورا كرقصات مقدسة تؤدى في البلاط الإمبراطوري من قبل عذراوات الأضرحة والمزارات (ميكو) اللاتي كان يعتقد أنهن من أحفاد الإلهة آمه نو أوزومه. ولكن مع مرور الوقت ألهمت رقصات الميكاغورا (御神楽) الرقصات الشعبية الطقوسية التي سميت صاتوكاغورا (里神楽)، التي برغم كونها ممارسات شعبية، تمارس في القرى في جميع أنحاء البلاد، إلا أنه تم تكييفها مع تقاليد شعبية أخرى مختلفة وتطورت إلى عدد من الرقصات المختلفة. من بين هذه الرقصات: ميكو كاغورا، شيشي كاغورا، وأسلوب أيسه وأسلوب إزومو. ثم تطورت الرقصات إلى العديد من الأشكال الأخرى على مر القرون؛ بعضها جديد إلى حد ما، ولكن معظمها أصبحت تقاليد شعبية علمانية إلى حد كبير.
أثرت رقصة الكاغورا بحركاتها وموسيقاها التي تتضمن سرد القصص أو إعادة تمثيل الخرافات القديمة، تأثيرا كبيرا ورئيسيا على مسرح النو.

## الكاغورا الإمبراطورية
تتم تأدية الرقصات الإمبراطورية الرسمية (ميكاغورا) في عدد من الأماكن المقدسة وفي عدد من المناسبات الخاصة. ففي الحرم الإمبراطوري، أين يتم الاحتفاظ بالمرآة المقدسة، تتم تأدية الرقصات كجزء من موسيقى البلاط أو الغاغاكو. كما تتم تأدية رقصات الميكاغورا أيضًا في مهرجان الحصاد الإمبراطوري وفي الأضرحة الكبرى مثل إيسه وكامو وإيواشيميزو هاشيمان-غو. ومنذ حوالي عام 1000م وهذه الاحتفالات تقع كل عام.
ووفقًا لقسم الطقوس في وكالة رعاية القصر الإمبراطوري، ما زالت رقصة الميكاجورا تؤدى كل شهر ديسمبر في الحرم الإمبراطوري وفي احتفالات مهرجان الحصاد الإمبراطوري.

## الكاغورا الشعبية
الصاتوكاغورا، أو«الكاغورا العادية»، هو مصطلح واسع يحتوي على أنواع كثيرة من الرقصات الشعبية المستمدة من الرقصات الطقسية الإمبراطورية (ميكاغورا)، وتم دمجها مع التقاليد الشعبية الأخرى. ومن أجل الإيجاز، سيتم استخدام مجموعة مختارة من التقاليد من منطقة كانتو كأمثلة:  
- ميكو كاغورا- رقصات تؤديها عذروات الأضرحة (ميكو) المستمدة أصلاً من الرقصات الطقوسية التي كانت الميكو توجه فيها الكامي، كجزء من رقصات البلاط الإمبراطوري. كانت هذه في الأصل صورة فضفاضة للغاية، تشبه رقصات وطقوس إلهية مماثلة، ولكنها تطورت مع مرور الوقت إلى أشكال ثابتة. أما اليوم، فتتم تأديتها بواسطة الأضرحة والمزارات خلال مهرجان دايجو ساي (大 嘗 祭) أوكعبادة للكامي كجزء من المهرجانات اليابانية أو ماتسوري. كما يؤدينها في المعابد البوذية كأداء للفنون القتالية. وغالبًا ما يتم إجراء هذه الرقصات باستخدام الدعائم الطقسية، مثل الأجراس أو قصب الخيزران أو أغصان الساكاكي أواللافتات الورقية.
- إيزومو-ريو كاغورا- هي رقصات تؤدى في ضريح ضريح إزومو لتخدم عددًا من الأغراض، بما في ذلك التطهير الطقسي، والاحتفال بالأيام الميمونة، وإعادة تنشيط الحكايات الشعبية. انتشرت هذه الرقصات في الأصل على نطاق واسع في منطقة تشوغوكو، بالقرب من إيزومو، وتطورت على مر القرون، لتصبح ترفيها شعبيا أكثر منه شعائر دينية رسمية.
- يوتاتي كاغورا - هو شكل من الرقصات حيث تقوم الميكو والكهنة بغمس أوراق البامبو في الماء الساخن ورش الماء الساخن على أنفسهم عن طريق هز الأوراق، ثم نثر الماء الساخن على الناس في أنحاء المكان.يوتاتي كاغورا

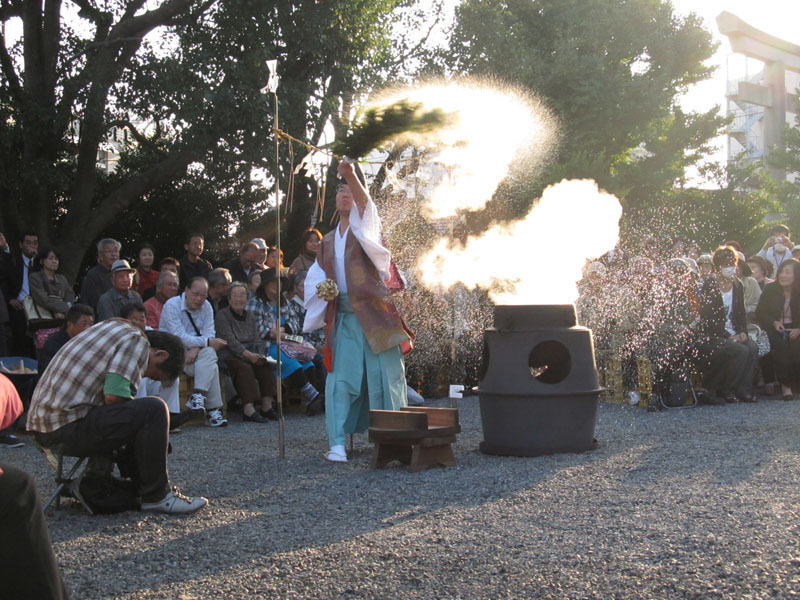
يوتاتي كاغورا

- شيشي كاغورا - شكل من أشكال رقصة الأسد، حيث تلعب مجموعة من الراقصين دور أسد شيشي ويسيرون حول المدينة. ويُنظر إلى قناع الأسد وملابسه، في بعض النواحي، على أنهما يجسدان روح الأسد، وهذا شكل من أشكال العبادة والطقوس الشعبية، حيث توجد أشكال أخرى من رقصات الأسد في اليابان وفي أماكن أخرى.
- داي كاغورا - شكل من أشكال الرقص المستمد من الطقوس التي يقوم بها كهنة مسافرون بين ضريح أيسه وضريح أتسوتا، حيث كانوا يسافرون إلى القرى والمقاطعات والمواقع الأخرى لمساعدة السكان المحليين من خلال طرد الأرواح الشريرة. وتلعب المآثر البهلوانية ورقصات الأسد دورا رئيسيا في هذه الطقوس.

في وقت قريب من بداية شوغونية توكوغاوا، ظهرت العروض المستمدة منها في إيدو كشكل رئيسي من وسائل الترفيه. وكل ما يتعلق بالاحتفالات ببداية الشوغونية الجديدة، أين تمت تأدية رقصات الأسد، الألعاب البهلوانية، ألعاب سحرية، ومجموعة كبيرة ومتنوعة من وسائل الترفيه الأخرى على مراحل في جميع أنحاء المدينة، وكان كل ذلك تحت اسم «دايكاغورا». وعلى مدار هذه الفترة، أصبحت مرتبطة بشكل أكبر مع سرد القصص «راكوغو» وغيرها من أشكال الترفيه الشعبية، وحتى اليوم، لا تزال الدايكاغورا تؤدى وتشتمل على العديد من عناصر الترفيه في الشوارع.